# نقل إيكمان

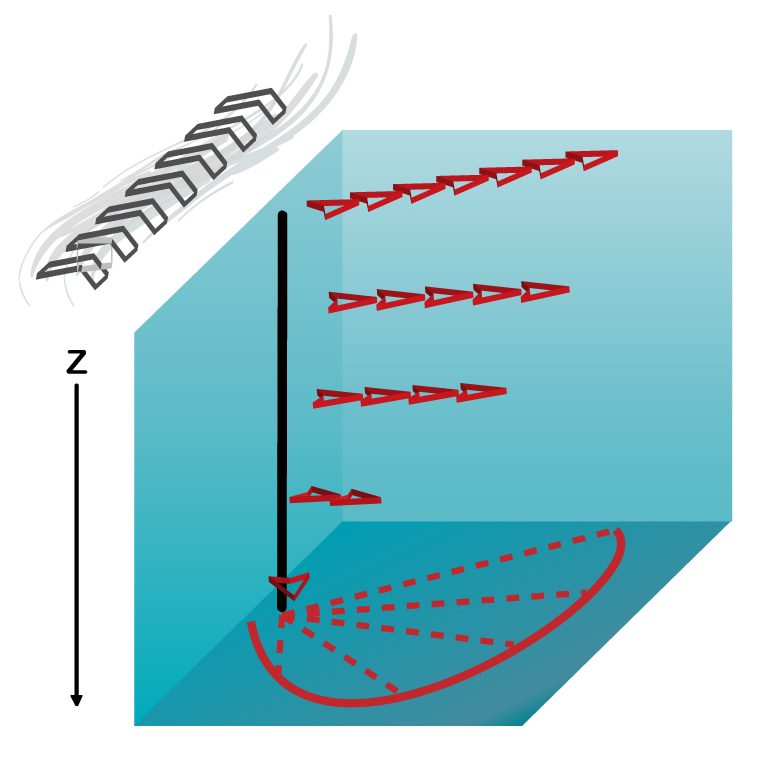

نقل إيكمان (بالإنجليزية: Ekman transport)‏، هي جُزء من نظرية الحركة التي صاغها فاغن إيكمان في 1902. وهو مصطلح يعطى لمحيط نقل 90 درجة من الطبقة السطحية من السائل (الطبقة المتعرضة للرياح) عن طريق الرياح القسرية. وقد لاحظ فريتيوف نانسين هذه الظاهرة لأول مرة، إذ سجل أن النقل الجليدي يحدث في زاوية لاتجاه الرياح خلال حملته القطبية الشمالية خلال عقد 1890. اتجاه النقل يعتمد على نصف الكرة الأرضية: في نصف الكرة الشمالي، يحدث النقل عند 90 درجة في اتجاه عقارب الساعة من اتجاه الرياح، بينما في نصف الكرة الجنوبي يحدث عند 90 درجة عكس اتجاه عقارب الساعة.